# Ron Bontemps
Ronald Yngve „Ron” Bontemps (Taylorville, Illinois, 1926. augusztus 11. – Peoria, Illinois, 2017. május 13.) olimpiai bajnok amerikai kosárlabdázó.

## Pályafutása
A wisconsini Beloit College-ban végzett és a Peoria Caterpillars csapatában kosárlabdázott. Csapatkapitánya volt az 1952-es helsinki olimpián aranyérmes amerikai válogatottnak. A torna mind a nyolc mérkőzésén szerepelt.

## Sikerei, díjai
- Olimpiai játékok
  - aranyérmes: 1952, Helsinki